# Tarna (patak)

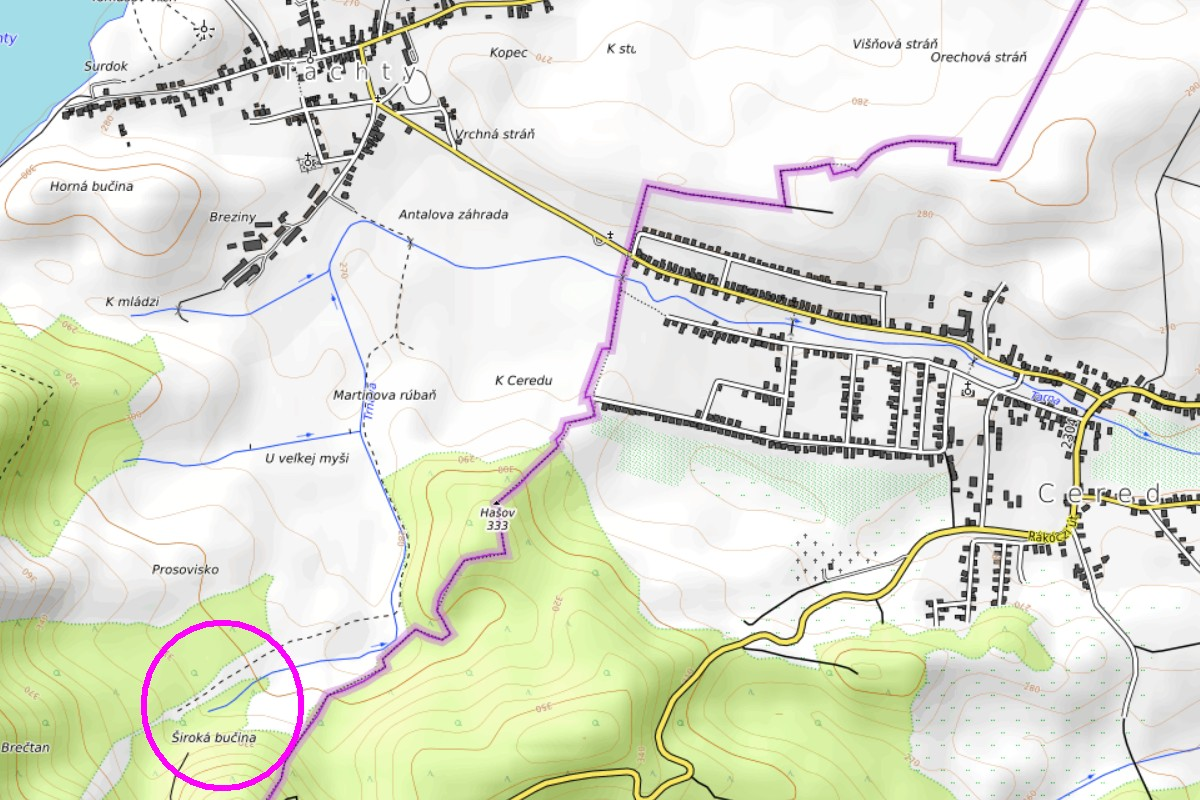
A Tarna forrása az OpenTopoMApt térképen (https://opentopomap.org/#map=15/48.14470/19.95598).

A Tarna (szlovákul: Trnava) a Zagyva folyó mellékvize, nagysága hasonló a Zagyváéhoz. A szlovákiai Tajti falu szélén ered, majd Cerednél folyik Magyarország területére, teljes további szakasza Magyarországon található.

## Vízrajza

### Mellékvizei
A Tarnát összesen 46 vízfolyás táplálja. Jelentősebb mellékvizei csak jobb oldalon vannak, amelyek a Mátra és a Bükk-vidék hegységből érkeznek, ugyanakkor számos kisvízfolyás is a patakba torkollik útja során. Ezek a mellékvizek a következők: az Utas-patak, a Szilas-patak, a Hosszú-völgyi-patak, a Kajra-patak, a Leleszi-patak, a Tó-patak, a Fedémesi-patak, a Bükkszéki-patak, a Balla-patak, a Parádi-Tarna, a Kígyós-patak, a Domoszlói-patak, a Nyiget-patak, a Bene-patak, a Tarnóca-patak, a Gyöngyös-patak (a Tarján- és a Toka-patak ebbe folyik), a Szarv-Ágy-patak a Kis-Tarna és az Ágói-patak. A Tarna legjelentősebb mellékvize a Gyöngyös-patak.

### Vízrajzi jellemzői
Teljes hossza 105 km, közepes vízhozama a torkolatnál 4 köbméter másodpercenként (a kisvízi hozama 0,06, a legnagyobb vízhozama 130 m3/s). A vízfolyás legkisebb eddig mért vízállása 26 cm, legnagyobb vízállása 500 cm. A Tarna általában augusztus végére, szeptember elejére éri el éves minimum vízszintjét a nyári időszakban hulló kevesebb csapadékmennyiség miatt. A Tarna vízminősége a vízfolyás teljes hosszán nem éri el a jó állapotot.
A Tarnaméránál lévő vízmérce alapján 250 cm-es vízállásnál rendelik el az elsőfokú, 300 cm-nél a másodfokú és 350 cm-es vízállásnál a harmadfokú árvízvédelmi riasztást.
Csak az alsó szakaszán, a Budapest–Sátoraljaújhely-vasútvonal keresztezéséig (Kompoltig) rendelkezik védtöltéssel.

### Vízrendszere

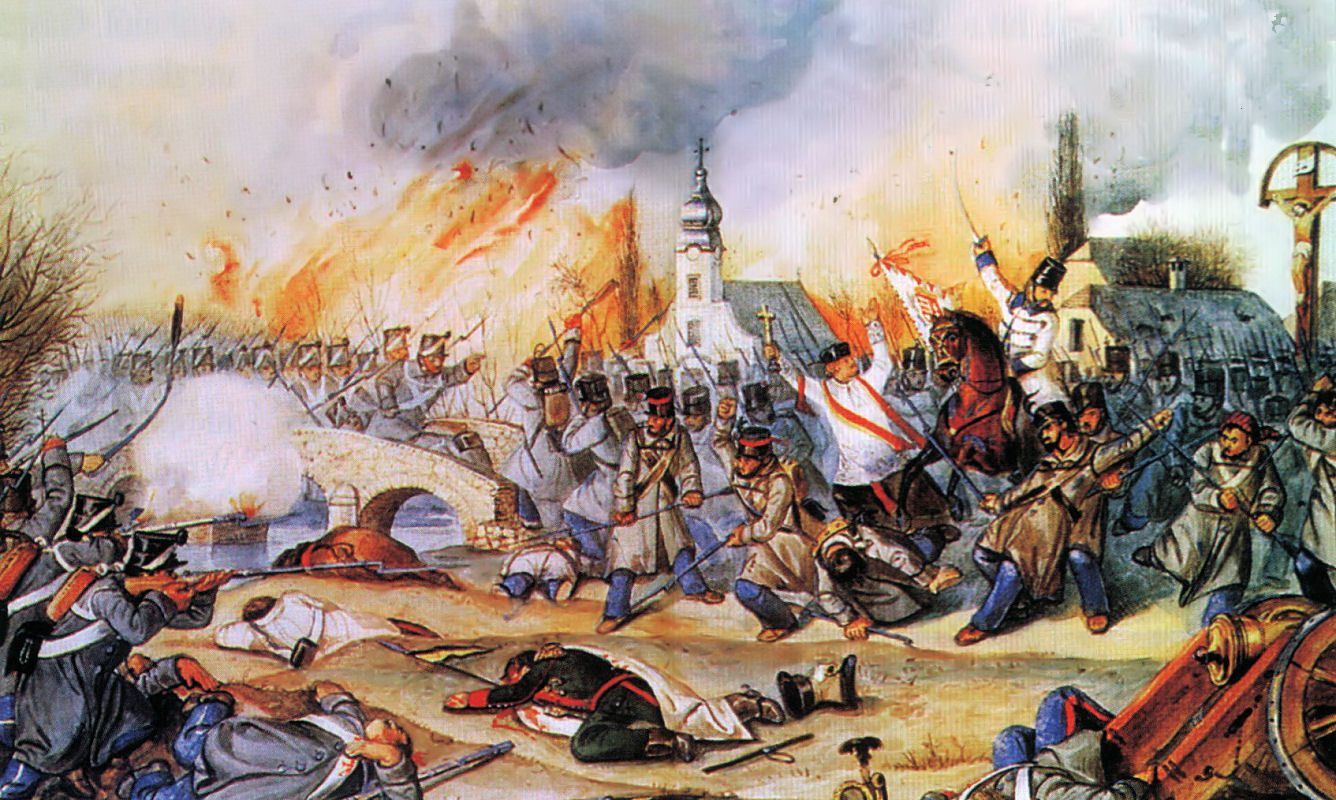
Kőhídja Than Mór Kápolnai csata című képén

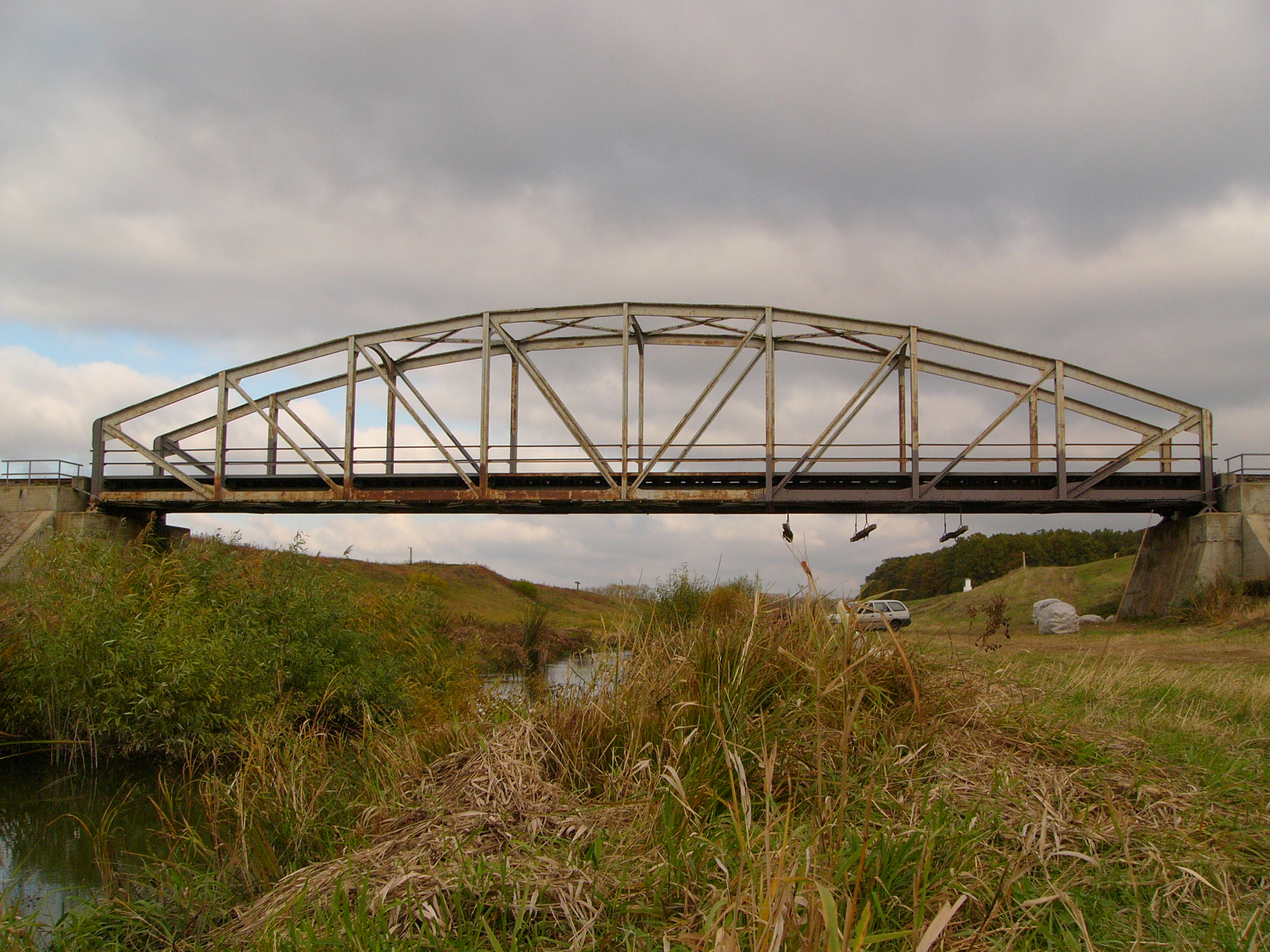
Híd a patak felett Jászdózsánál

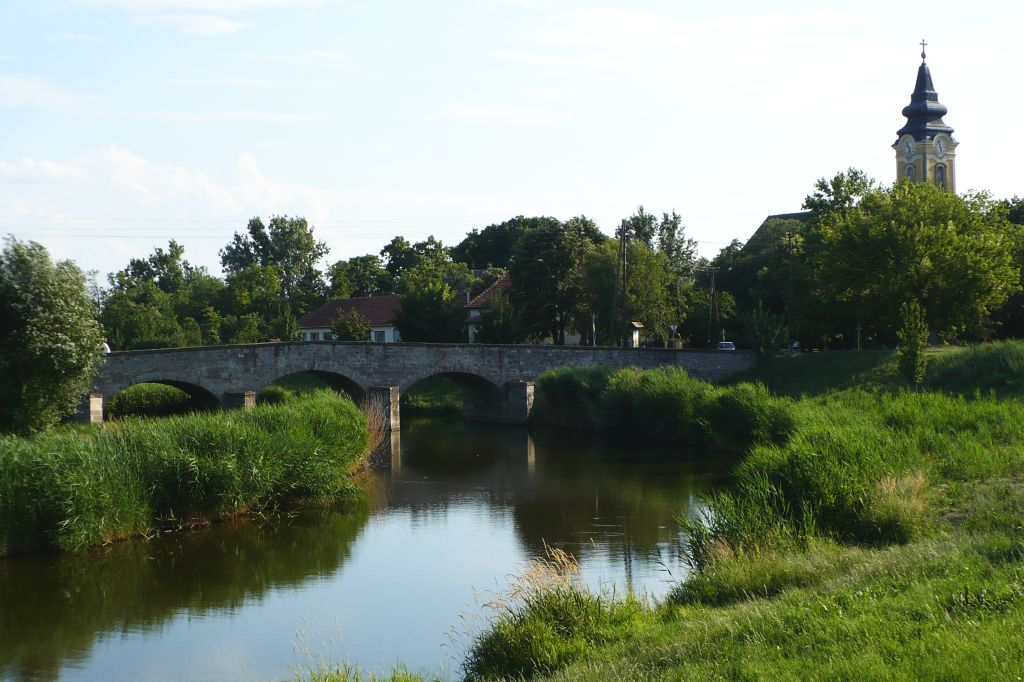
A patak felett átívelő kőhíd Jászdózsánál

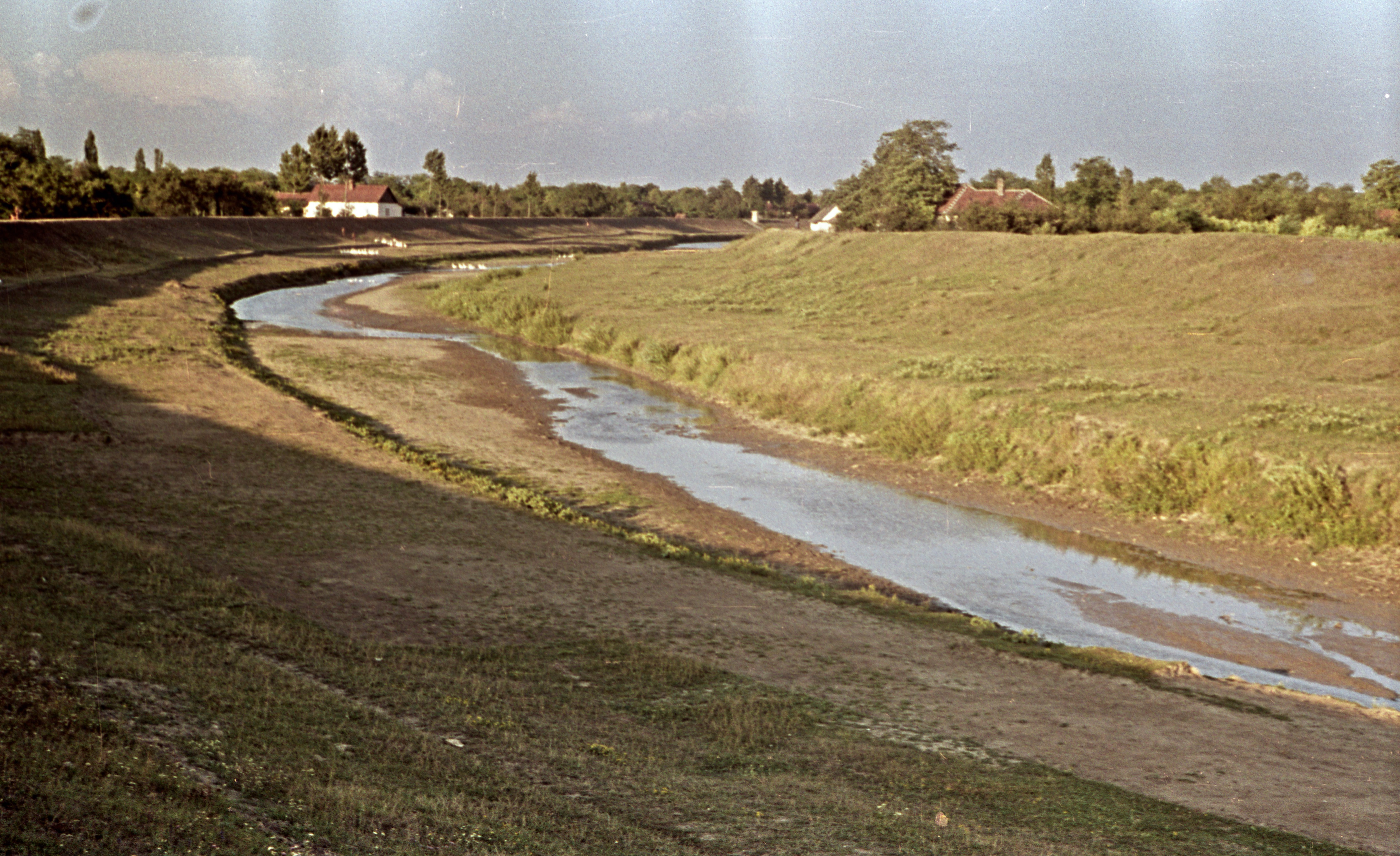
A Holt-Tarna (Tarna) a falu alatt, Jászdózsánál

| Folyók, patakok | Patakok, csermelyek     | Csermelyek, erek |
| --------------- | ----------------------- | ---------------- |
| Tarna           | Parádi-Tarna            |                  |
| Tarna           | Parádi-Tarna            | Köszörű-patak    |
| Tarna           | Parádi-Tarna            | Köves-patak      |
| Tarna           | Parádi-Tarna            | Ilona-patak      |
| Tarna           | Parádi-Tarna            | Baláta-patak     |
| Tarna           | Parádi-Tarna            | Balla-patak      |
| Tarna           | Parádi-Tarna            | Kürti-patak      |
| Tarna           | Parádi-Tarna            | Csevice-patak    |
| Tarna           | Parádi-Tarna            | Búzás-patak      |
| Tarna           | Parádi-Tarna            | Baj-patak        |
| Tarna           | Domoszlói-patak         |                  |
| Tarna           | Kígyós-patak            |                  |
| Tarna           | Hosszú-völgyi-patak     |                  |
| Tarna           | Kajra-patak             |                  |
| Tarna           | Utas-patak              |                  |
| Tarna           | Szilas-patak            |                  |
| Tarna           | Tó-patak                |                  |
| Tarna           | Leleszi-patak           |                  |
| Tarna           | Darázs-patak            |                  |
| Tarna           | Domonkos-patak          |                  |
| Tarna           | Nagy-völgyi-patak       |                  |
| Tarna           | Mocsolyás-patak         |                  |
| Tarna           | Bükkszéki-patak         |                  |
| Tarna           | Fedémesi-patak          |                  |
| Tarna           | Bolyai-patak            |                  |
| Tarna           | Bene-patak              |                  |
| Tarna           | Vár-patak               |                  |
| Tarna           | Borhy-völgyi-patak      |                  |
| Tarna           | Sós-völgyi-patak        |                  |
| Tarna           | Tarnóca-patak           |                  |
| Tarna           | Gyöngyös-patak          |                  |
| Tarna           | Tarján-patak (Gyöngyös) |                  |
| Tarna           | Toka-patak              |                  |
| Tarna           | Szarv-Ágy               |                  |
| Tarna           | Ágói-patak              |                  |
| Tarna           | Nyiget-patak            |                  |
| Tarna           | Malom-patak             |                  |
| Tarna           | Zsidó-patak             |                  |
| Tarna           | Hatra-patak             |                  |

## Partmenti települések

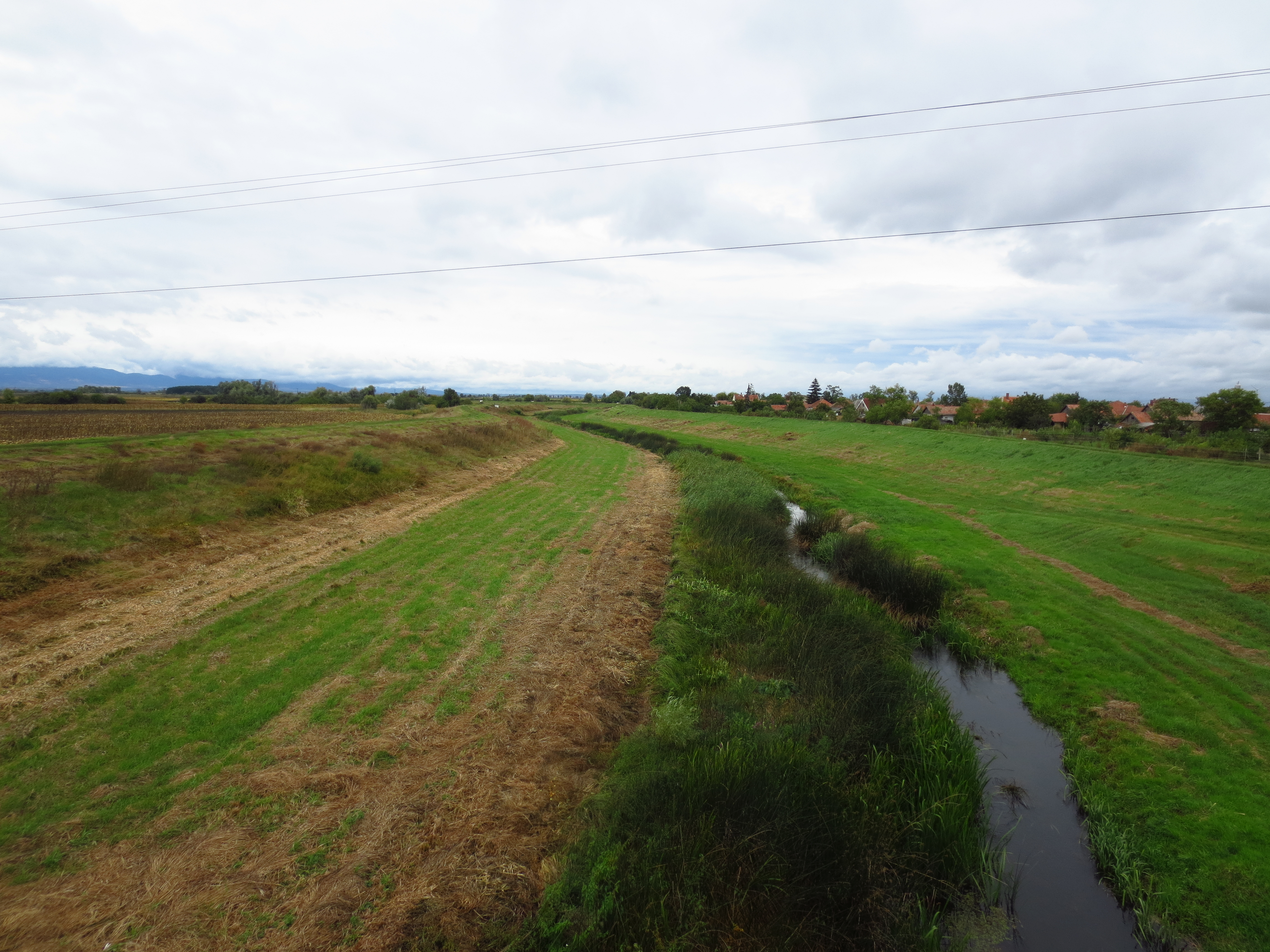
A Tarna Tarnaörs melletti szakasza

A Tarna mentén összesen mintegy 32000 ember él az alábbi településeken eloszolva: Tajti, Szlovákia, Cered, Zabar, Szederkénypuszta, Istenmezeje, Erdőkövesd, Pétervására, Terpes, Szajla, Sirok, Kőkútpuszta, Tarnaszentmária, Verpelét, Feldebrő, Aldebrő, Tófalu, Kompolt, Kápolna, Kál, Tarnabod, Tarnazsadány, Nagyfüged, Tarnaörs, Jászdózsa, Jászjákóhalma és Tarnaméra.

## Halfajai
A Tarnában 21 halfaj él, melyek a következők: nyúldomolykó (Leuciscus leuciscus), domolykó (Leuciscus cephalus), jászkeszeg (Leuciscus idus), küsz (Alburnus alburnus), sujtásos küsz (Alburnoides bipunctatus), karikakeszeg (Abramis bjoekna), törpeharcsa (Ameiulus nebulosus), csuka (Esox lucius), sügér (Perca fluvatilis), bodorka (Rutilus rutilus), balin (Aspius aspius), fenékjáró küllő (Gobio gobio), halványfoltú küllő (Golbio albipinnatus), razbóra (Pseudorasbora parva), szivárványos ökle (Rodeus sericeus), kövi csík (Barbatula barbatula), vágó csík (Cobitis elongatoides), törpecsík (Sabanejewia aurata), vágó durbincs (Gymnocephalus cernuus), selymes durbincs (Gymnocephalus schraetser), süllő (Sander lucioperca).menyhal (Lota lota)

## Szennyezés a Tarnán 2019-ben
Az Őzse-völgyi zagytározóból eredő és a Nyiget-patakot, illetve a Bene-patakot is súlyosan érintő szennyezésről 2019. július 22-én értesült a Borsod-Abaúj-Zemplén Megyei Katasztrófavédelmi Igazgatóság az Észak-magyarországi Vízügyi Igazgatóság bejelentése nyomán. A Bene-patak Nagyfügedtől délre torkollik a Tarnába. A patakokon a vízszennyezés jelentős mértékű halpusztulást okozott. A legtávolabbi pont, ahol még a szennyezés következtében halpusztulást észleltek Jászdózsa településnél volt. A hatóság elrendelte a kármentesítést az érintett víztesteken. A hatóság a szennyezésért felelős gazdasági vállalkozással szemben rendkívüli vízszennyezési bírság kiszabására irányuló eljárást indított.

## Hasznosítása
A 18. században a Tarnán Tarnabod és Mihálytelek  közt hat vízimalom volt.